# Hovdala skjutfält
Hovdala skjutfält var ett militärt skjutfält som var beläget strax sydväst om Hässleholm i Skånes län.

## Historik
Hovdala skjutfält var ett militärt skjutfält lokaliserat vid Hovdala slott sydväst om Hässleholms garnison. Skjutfält var i bruk åren 1944–2004 och utgjorde primärt övnings- och skjutfält åt de förband som utbildades vid garnisonen. Genom försvarsbeslutet 2000 avvecklades samtliga utbildningsförband i Hässleholms garnison, bland annat Skånska dragonregementet som förvaltade skjutfältet. I dess ställe bildades Skånska dragongruppen som ett stöd för frivilligverksamheten. Både Hovdalafältet, Möllerödsfältet och Garnisonsområdet övergick efter en försäljning till Hässleholms kommun, vilka upplät Hovdala skjutfält till Försvarsmakten fram till den 31 december 2004. Den sista övningen genomfördes den 21 november 2004, då en hemvärnspluton från Munka-Ljungby ur Skånska dragongruppen genomförde en skytteövning på fältet. Den sista skjutningen gjordes symboliskt av kommunalrådet Bengt Andersson. Skjutfältet har sedan dess omvandlats till ett ströv- och fritidsområde för de boende i och runt omkring Hässleholm.

## Verksamhet
Enheter som brukade öva på Hovdala kom oftast från Skånska dragonregementet (P 2), Skånska trängregementet (T 4) samt Wendes artilleriregemente (A 3).